# Ich steh an deiner Krippen hier
Ich steh an deiner Krippen hier ist ein bekanntes evangelisches und ökumenisches Weihnachtslied.

## Inhalt
Den im Original fünfzehnstrophigen Text schuf der lutherische Theologe und Dichter Paul Gerhardt. Er wurde 1653 in Johann Crügers Gesangbuch Praxis Pietatis Melica veröffentlicht. An die Stelle des Wir der meisten Lieder der Reformationszeit tritt die Ich-Form. Dieses Ich ist jedoch in Paul Gerhardts Verständnis exemplarische Selbstaussage des kirchlichen Glaubens, nicht quasi-biografische Selbstdarstellung. Gerhardt folgt auch in diesem Lied einer Frömmigkeitsbewegung im orthodoxen Luthertum, die unter anderen von Johann Arndt angeregt wurde. Obwohl das Lyrische Ich und das Jesuskind als getrennte Personen gedacht werden, wird eine Art Paarmystik angestrebt, eine Frömmigkeit, wie sie später für den Pietismus kennzeichnend wurde. Sie endet in diesem Lied mit dem Wunsch, dass das lyrische Ich selbst die Krippe sein möge, in der Jesus liegt. Der Text lebt von Kontrasten wie Größe – Kleinheit, Armut – Reichtum, wobei das scheinbar arme und schwache Kind in der Krippe als wahrhaft mächtig und reich erkannt wird, der Glaubende, der ihm begegnet, sich dagegen als armselig und leer erfährt, solange das Kind ihn nicht beschenkt und verwandelt.
Nikolaus Ludwig von Zinzendorf verstärkte um die Mitte des 18. Jahrhunderts in einer siebenstrophigen Textbearbeitung im Sinne des Pietismus die subjektiven und erfahrungsbezogenen Akzente des Gerhardtschen Textes. Für eine noch weitere Verbreitung des Liedes sorgte im 19. Jahrhundert die Aufnahme in das Liederbuch Unsere Lieder für den Hausbedarf des Rauhen Hauses von Johann Heinrich Wichern (Hamburg 1844). Grund der Aufnahme des Liedes, das auch Volkslieder aus Des Knaben Wunderhorn enthielt, war das Wichernsche Anliegen der „Durchdringung des Volksthümlichen und des specifisch Christlichen“.
Das Evangelische Gesangbuch von 1993 enthält unter Nr. 37 neun von Paul Gerhardts 15 Strophen (1, 3, 4, 5, 7, 10, 11, 13 und 14) in behutsamer textlicher Überarbeitung, das Gotteslob unter Nr. 256 (GLalt 141) die Strophen 1, 3, 4 und 5. Das Mennonitische Gesangbuch enthält unter dem Titel Ich steh an deiner Krippe hier unter der Nr. 251 sieben Strophen (1, 3, 4, 5, 7, 10, 11, 13 und 14), Feiern & Loben unter Nr. 208 die Strophen 1, 3, 4, 5, 13 und 14.

## Melodien
Der Text folgt dem Schema der sogenannten Lutherstrophe.

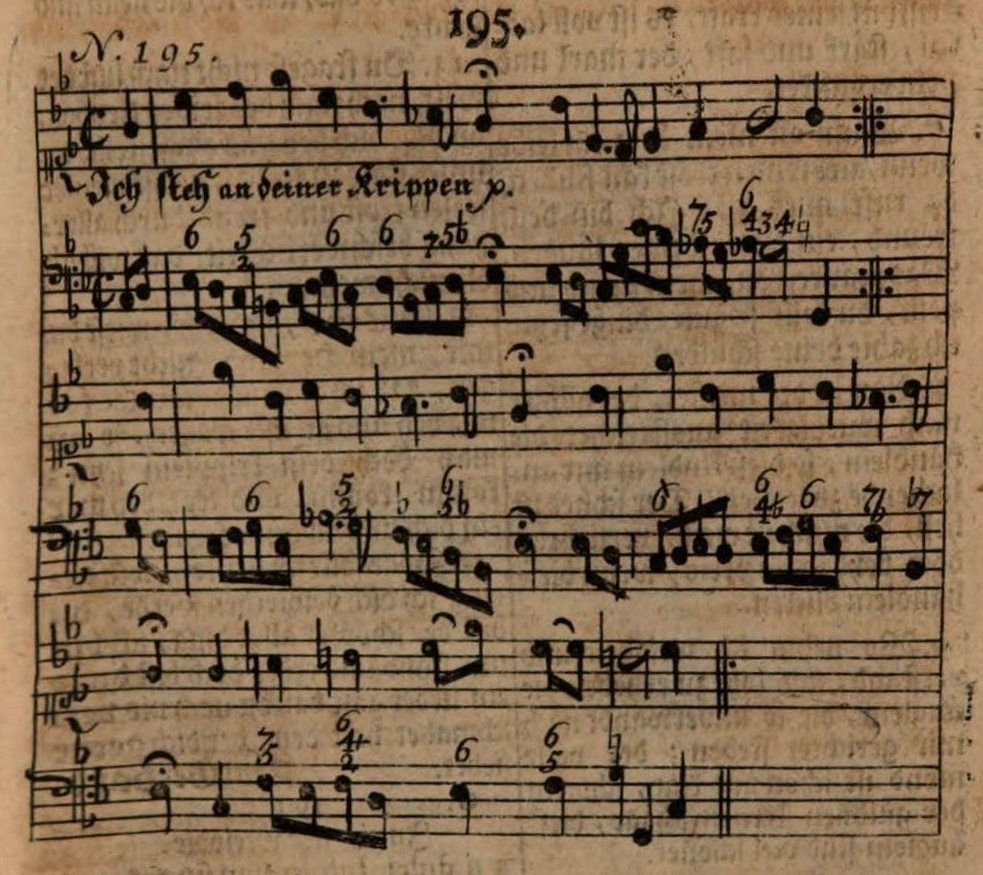
Melodie aus Schemellis Gesangbuch 1736Datei:Ich steh an deiner Krippe hier, o Jesu.mid

Als Melodieangabe steht im Erstdruck „Nun freut euch lieben Christen“. Gemeint ist die von Martin Luther 1529/1533 komponierte „ruhigere“ Melodie zu Nun freut euch, lieben Christen g’mein, die später mit dem Text Es ist gewisslich an der Zeit (EG 149) verbunden wurde. Mit dieser Melodie wurde Ich steh an deiner Krippen hier in zahlreiche ältere Gesangbücher aufgenommen und erscheint mit ihr auch in Johann Sebastian Bachs Weihnachtsoratorium von 1734. Es gehört damit zu jenen Kirchenliedern, das „kompositorisch Modell“ stand und so auch zu einer künstlerischen „Inspiration“ wurde.
1736 gab Georg Christian Schemelli in Leipzig ein Musicalisches Gesang-Buch heraus, in dem Paul Gerhardts Text einer arienartigen, eher für die Privatandacht und den Solo-Gesang gedachten Melodie in c-Moll unterlegt ist.
Diese Melodie erlangte im 18. und vor allem 19. Jahrhundert große Volkstümlichkeit und fand schließlich auch in den Gemeindegottesdienst und die evangelischen Kirchengesangbücher Eingang. Aufgrund des Hinweises in der Vorrede, die Melodien in diesem Gesangbuch seien „[…] von Sr. Hochedl. Herrn Johann Sebastian Bach […] theils ganz neu componiret, theils auch von Jhm im General-Baß verbessert […] worden“, wurde die Melodie häufig Johann Sebastian Bach zugeschrieben. Diese Vermutung ist in der Musikwissenschaft jedoch umstritten, die Autorschaft Bachs ist nicht belegt. Tatsächlich können nur drei der 69 Melodien aus Schemellis Gesangbuch konkret Bach als Komponisten zugeordnet werden.
Im Gotteslob von 1975 wurde die ältere Melodie genutzt, während im neuen Gotteslob von 2013 auf die Schemelli-Melodie zurückgegriffen wird; auf die Luther-Melodie wird als Alternative hingewiesen.

## Text
| Originaltext 1653 | Evangelisches Gesangbuch |

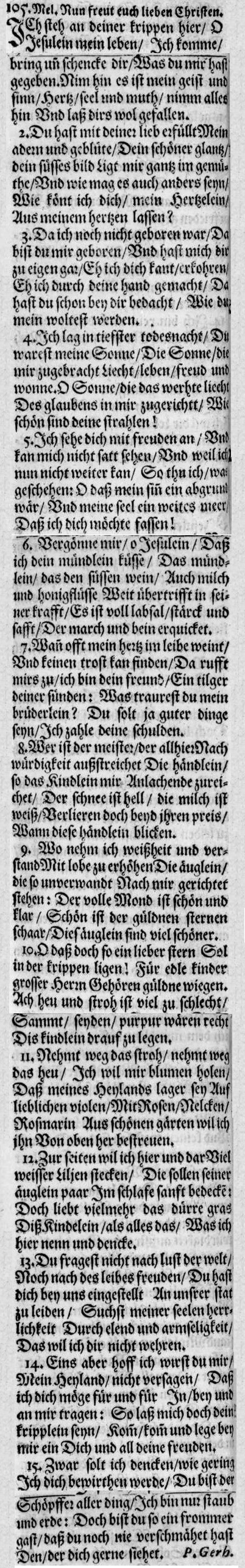
Ich steh an deiner Krippen hier, Textfassung des Erstdrucks 1653

| 1. JCh steh an deiner krippen hier / O Jesulein mein leben / Jch komme / bring und schencke dir / Was du mir hast gegeben. Nim hin es ist mein geist und sinn / Hertz / seel und muth / nimm alles hin Vnd laß dirs wol gefallen.     | 1. Ich steh an deiner Krippen hier, o Jesu, du mein Leben; ich komme, bring und schenke dir, was du mir hast gegeben. Nimm hin, es ist mein Geist und Sinn, Herz, Seel und Mut, nimm alles hin und laß dir’s wohlgefallen.      |
| 2. Du hast mit deiner lieb erfüllt Mein adern und geblüte / Dein schöner glantz / dein süsses bild Ligt mir gantz im gemüthe / Vnd wie mag es auch anders seyn / Wie könt ich dich / mein Hertzelein / Aus meinem hertzen lassen?     | |
| 3. Da ich noch nicht geboren war / Da bist du mir geboren / Vnd hast mich dir zu eigen gar / Eh ich dich kant / erkohren / Eh ich durch deine hand gemacht / Da hast du schon bey dir bedacht / Wie du mein woltest werden.           | 2. Da ich noch nicht geboren war, da bist du mir geboren und hast mich dir zu eigen gar, eh ich dich kannt, erkoren. Eh ich durch deine Hand gemacht, da hast du schon bei dir bedacht, wie du mein wolltest werden.            |
| 4. Jch lag in tiefster todesnacht / Du warest meine Sonne / Die Sonne / die mir zugebracht Liecht / leben / freud und wonne. O Sonne / die das werhte liecht Des glaubens in mir zugerichtt / Wie schön sind deine strahlen!          | 3. Ich lag in tiefster Todesnacht, du warest meine Sonne, die Sonne, die mir zugebracht Licht, Leben, Freud und Wonne. O Sonne, die das werte Licht des Glaubens in mir zugericht’, wie schön sind deine Strahlen!              |
| 5. Jch sehe dich mit freuden an / Vnd kan mich nicht satt sehen / Vnd weil ich nun nicht weiter kan / So thu ich / was geschehen: O daß mein sinn ein abgrund wär / Vnd meine seel ein weites meer / Daß ich dich möchte fassen!      | 4. Ich sehe dich mit Freuden an und kann mich nicht satt sehen; und weil ich nun nichts weiter kann, bleib ich anbetend stehen. O daß mein Sinn ein Abgrund wär und meine Seel ein weites Meer, daß ich dich möchte fassen!     |
| 6. Vergönne mir / o Jesulein / Daß ich dein mündlein küsse / Das mündlein / das den süssen wein / Auch milch und honigflüsse Weit übertrifft in seiner krafft / Es ist voll labsal / stärck und safft / Der march und bein erquicket. | |
| 7. Wann offt mein hertz im leibe weint / Vnd keinen trost kan finden / Da rufft mirs zu / ich bin dein freund / Ein tilger deiner sünden: Was traurest du mein brüderlein? Du solt ja guter dinge seyn / Jch zahle deine schulden.    | 5. Wann oft mein Herz im Leibe weint und keinen Trost kann finden, rufst du mir zu: „Ich bin dein Freund, ein Tilger deiner Sünden. Was trauerst du, o Bruder mein? Du sollst ja guter Dinge sein, ich zahle deine Schulden.“   |
| 8. Wer ist der meister / der allhier Nach würdigkeit außstreichet Die händlein / so das Kindlein mir Anlachende zureichet / Der schnee ist hell / die milch ist weiß / Verlieren doch beyd jhren preis / Wann diese händlein blicken. | |
| 9. Wo nehm ich weißheit und verstand Mit lobe zu erhöhen Die äuglein / die so unverwandt Nach mir gerichtet stehen: Der volle Mond ist schön und klar / Schön ist der güldnen sternen schaar / Dies äuglein sind viel schöner.        | |
| 10. O daß doch so ein lieber stern Sol in der krippen ligen! Für edle kinder grosser Herrn Gehören güldne wiegen. Ach heu und stroh ist viel zu schlecht / Sammt / seyden / purpur wären recht Dis kindlein drauf zu legen.           | 6. O daß doch so ein lieber Stern soll in der Krippen liegen! Für edle Kinder großer Herrn gehören güldne Wiegen. Ach Heu und Stroh ist viel zu schlecht, Samt, Seide, Purpur wären recht, dies Kindlein drauf zu legen!        |
| 11. Nehmt weg das stroh / nehmt weg das heu / Jch wil mir blumen holen / Daß meines Heylands lager sey Auf lieblichen violen / Mit Rosen / Nelcken / Rosmarin Aus schönen gärten wil ich jhn Von oben her bestreuen.                  | 7. Nehmt weg das Stroh, nehmt weg das Heu, ich will mir Blumen holen, daß meines Heilands Lager sei auf lieblichen Violen; mit Rosen, Nelken, Rosmarin aus schönen Gärten will ich ihn von oben her bestreuen.                  |
| 12. Zur seiten wil ich hier und dar Viel weisser Liljen stecken / Die sollen seiner äuglein paar Jm schlafe sanft bedecken: Doch liebt vielmehr das dürre gras Dis Kindelein / als alles das / Was ich hier nenn und dencke.          | |
| 13. Du fragest nicht nach lust der welt / Noch nach des leibes freuden / Du hast dich bey uns eingestellt An unsrer stat zu leiden / Suchst meiner seelen herrlichkeit Durch elend und armseligkeit / Das wil ich dir nicht wehren.   | 8. Du fragest nicht nach Lust der Welt noch nach des Leibes Freuden; du hast dich bei uns eingestellt, an unsrer Statt zu leiden, suchst meiner Seele Herrlichkeit durch Elend und Armseligkeit; das will ich dir nicht wehren. |
| 14. Eins aber hoff ich wirst du mir / Mein Heyland / nicht versagen / Daß ich dich möge für und für Jn / bey und an mir tragen: So laß mich doch dein kripplein seyn / Komm / komm und lege bey mir ein Dich und all deine freuden.   | 9. Eins aber, hoff ich, wirst du mir, mein Heiland, nicht versagen: daß ich dich möge für und für in, bei und an mir tragen. So laß mich doch dein Kripplein sein; komm, komm und lege bei mir ein dich und all deine Freuden.  |
| 15. Zwar solt ich dencken / wie gering Jch dich bewirthen werde / Du bist der Schöpffer aller ding / Jch bin nur staub und erde: Doch bist du ein so frommer gast / Daß du noch nie verschmähet hast Den / der dich gerne siehet.     | |